# 高知県立宿毛高等学校
高知県立宿毛高等学校（こうちけんりつ すくもこうとうがっこう）は、高知県宿毛市与市明に所在する公立の高等学校。

## 設置学科
全日制課程
- 総合学科
  - 人文科学系列
  - 自然科学系列
  - 福祉文化系列
  - 情報ビジネス系列
  - スポーツ系列

定時制課程
- 普通科

## 沿革
- 1944年（昭和19年） - 高知県立宿毛中学校（旧制中学校）が開校。
- 1946年（昭和21年） - 高知県立中村高等女学校宿毛分教場（高等女学校）が開校。
- 1948年（昭和23年）
  - 4月 - 学制改革により高知県立宿毛中学校は高知県立宿毛高等学校、高知県立中村高等女学校宿毛分教場は高知県立宿毛女子高等学校となる。
  - 6月 - 高知県立宿毛高等学校に定時制課程を開課
- 1949年（昭和24年）
  - 4月 - 県条例により宿毛高等学校と宿毛女子高等学校が合併、高知県立宿毛高等学校が開校。家庭科・商業科を開科する
  - 5月 - 小筑紫分校（定時制課程）を開校
- 1950年（昭和25年）3月21日 - 宿毛町に昭和天皇の戦後巡幸があり、校庭に宿毛町奉迎場が設営された[1]。
- 1960年（昭和35年）4月 - 小筑紫分校に無線通信科新設
- 1963年（昭和38年）4月 - 家庭科を閉科
- 1972年（昭和47年）3月 - 定時制の昼間課程を募集停止
- 1973年（昭和48年）4月 - 定時制の夜間課程を発足
- 1974年（昭和49年）4月 - 大月分校（全日制普通科）開校
- 1994年（平成6年）4月 - 商業科を情報ビジネス科に変更
- 2000年（平成12年）3月 - 小筑紫分校が閉校。
- 2003年（平成15年）4月 - 総合学科開科
- 2005年（平成17年）3月 - 普通科閉科
- 2007年（平成19年）4月 - 定時制課程を学年制から単位制に改編。
- 2014年（平成26年）3月 - 大月分校閉校

## 著名な卒業生
- 柴岡三千夫（学校法人タイケン学園理事長／一般財団法人日本幼少年体育協会理事長）
- 松下建夫（元プロ野球選手）
- 東和政（元プロ野球選手）
- 豊ノ島大樹（大相撲力士）
- 千代の海明太郎（大相撲力士）
- 岡本知高（ソプラニスタ）
- 毛利郁子（元女優）